# Henry Pulleine
Henry Pulleine (12. december 1838 – 22. januar 1879) var oberstløjtnant og administrator i den britiske hær og havde ingen kamperfaring. Han deltog i Zulukrigen i 1879. Han fik kommandoen over 24. fodregiment, der skulle bevogte hærens lejr ved Isandlwana, mens Lord Chelmsford førte resten af hæren af sted for at finde zuluernes hær. Imens blev lejren løbet over ende af zuluhæren. Pulleine blev selv dræbt i slaget.